# Brusselse stadsbus
Het Brusselse stadsbusnet is een uitgebreid stadsbusnetwerk in de 19 gemeenten van het Hoofdstedelijk Gewest van Brussel en elf randgemeenten in Vlaams-Brabant. Het stadsbusnetwerk wordt geëxploiteerd door MIVB en kent anno 2014 50 stadslijnen en 11 nachtlijnen. De belangrijkste knooppunten van het stadsnet zijn De Brouckèreplein, Station Brussel-Zuid, Station Brussel-Centraal, Station Brussel-Noord, Station Brussel-Luxemburg, Station Brussel-Schuman, Station Brussel-West, Station Brussel-Groendreef, Station Simonis, Beursplein en Station Bockstael.

## Geschiedenis
Aan het einde van de 19e eeuw waren er verschillende kleine vervoersbedrijven actief in de stad Brussel. Sommige waren actief door middel van paarden omnibussen. Een enkeling ervan stapten begin 20e eeuw over op door benzine aangedreven bussen.
Al sinds 1874 baatte Tramways Bruxellois enkele tramlijnen uit in de stad Brussel. In 1882 werden de activiteiten uitgebreid met enkele paarden omnibussen. In 1907 werden 3 bussen gekocht, waarmee de laatste paarden omnibussen uit dienst gehaald konden worden. De bussen werden ingezet op een lijn tussen de Beurs en het gemeenteplein van Elsene. Door vele pechgevallen werden de bus activiteiten in 1913 gestaakt. Pas in 1924 kwam de bus weer in beeld en op 27 mei 1926 werd hierop de maatschappij Autobus Bruxellois opgericht. Hiermee kon Tramways Bruxellois zich volledig richten op de tram activiteiten en Autobus Bruxellois op de bus activiteiten.
In 1890 begon een paarden omnibus lijn tussen de stations Brussel-Noord en Brussel-Zuid te rijden. In het begin heette het bedrijf dat de exploitatie uitvoerde Polydore Vanderschuren et Compagnie, maar in 1894 werd de naam gewijzigd in Tram-Car Nord-Midi. Dit bedrijf koopt in 1906 een door benzine aangedreven autobus van het merk Germain. Na deze aankoop breidt het bedrijf zijn netwerk en diensten meer uit. In 1920 kwamen meer bussen in dienst van het merk De Dion Bouton. In 1992 werd nog de naam gewijzigd in S.A. Bruxelloise d’Auto Transport. In 1924 werd nogmaals een uitbreiding gedaan in het wagenpark door de aankoop van 24 bussen van het type Renault MU. In 1926 wordt Tram-Car Nord-Midi door koninklijk besluit overgenomen door Autobus Bruxellois, waarmee het gehele wagenpark en de buslijnen werden overgedragen.
In 1893 begon een ander bedrijf met de exploitatie van een paardenomnibuslijn. Dit was La Compagnie du Central-Car, die in 1906 ook een benzinebus bestelde. De lijn liep tussen de Antwerpsepoort en het Surlet de Chokierplein. In 1909 wordt het bedrijf overgenomen door Compagnie Générale des Autobus. Dit bedrijf bracht gelijk nieuwe bussen in dienst op de lijn en breidde het netwerk uit met nieuwe lijnen. In totaal bestond het wagenpark van Compagnie Générale des Autobus uit 42 bussen van het merk Ryknield Motor Company, die een carrosserie hadden van Dyle et Bacalan. In 1911 moesten de activiteiten van Compagnie Générale des Autobus gestaakt worden.
In 1926 nam Autobus Bruxellois een deel van het busnetwerk over. Het doel was het aanvullen van het tramnetwerk door middel van de bussen. De lijnen die over werden genomen bestonden uit de verbindingen tussen Station Noord en Station Zuid en tussen de Munt en de Militaire Laan. Deze werden toen uitgebaat door S.A. Bruxelloise d’Auto Transport. In het begin maakte Autobus Bruxellois nog gebruik van bussen van diens voorganger, maar in 1929 kwamen al nieuwe bussen in dienst. Dit waren bussen van het type Renault MUL, Miverva HTM en Scemia-Renault TN6. In 1933 worden, bij wijze van proef, enkele bussen omgebouwd en voorzien van een dieselmotor in plaats van een benzinemotor. Deze proef werd geslaagd, waarop alle bussen, behalve de oudste bussen, werden omgebouwd.
In 1931 werd de maatschappij Autobus Urbains opgericht die een lijn exploiteerde tussen de Brusselse Beurs en het Meiserplein. Dit werd aanvankelijk gedaan met vier bussen, maar later kwam daar een vijfde bus bij. In 1940 moest Autobus Urbains al zijn bussen afstaan, waarvan geen enkele na de oorlog terug zou keren. Autobus Urbains hield hierdoor op met bestaan.
Door de Tweede Wereldoorlog werden veel bussen opgevorderd door het Belgische leger en door de Duitsers. Hierdoor werden veel bussen zwaar beschadigd en konden de activiteiten na de oorlog moeilijk worden hervat. Pas na komst van nieuw materieel konden de activiteiten worden hervat en ook het netwerk worden uitgebreid.
In 1954 werd de MIVB opgericht en in 1955 werd de exploitatie van alle vervoersbedrijven die in het stedelijk gewest exploiteerden overgenomen. In het begin waren de bus activiteiten nog maar enkel als randverschijnsel aanwezig. Dit veranderde echter snel. Verschillende tramlijnen werden omgezet naar buslijnen in de jaren '60 van de 20e eeuw. Hierdoor werd het wagenpark gauw uitgebreid met nieuwe bussen.

### Trolleybus (1936-1964)
In 1939 werd door de Brusselse vervoermaatschappij Tramways Bruxellois een trolleybuslijn gestart, lijn 54. Deze lijn liep tussen het centrum van Vorst en het Luxemburgplein. De trolleybus was noodzakelijk omdat de exploitatie tussen de twee gebieden niet gedaan kon worden door trams, vanwege de steile hellingen, krappe bochten en smalle straten. Hiervoor waren bussen nodig met krachtige motoren. Maar omdat de krachtige motoren niet noodzakelijk waren voor de rest van de lijn werd besloten om gebruik te maken van een trolleybus. In hetzelfde jaar werd de lijn verlengd naar Haren en Machelen. Vanaf 1940 tot 1945 werd de exploitatie van de trolleybuslijn zeer moeilijk. Dit kwam door achterstallig onderhoud aan de voertuigen, wegen en bovenleidingen, maar ook door gebrek aan banden en materieel en beschadiging van het nog beschikbare materieel. Desondanks was de trolleybuslijn toen zeer populair. Aan het einde van de oorlog reden nog maar twee voertuigen een beperkte rit tot aan Vorst. Na de oorlog kwamen er in 1945 nog tien nieuwe voertuigen en in 1956 twee nieuwe voertuigen bij ter versterking, maar werden de trolleybussen steeds moeilijker te exploiteren. Niet alleen doordat sommige bussen oud waren en moeilijk in onderhoud. Ook de technologie van andere vervoersmiddelen werd steeds beter en deze waren goedkoper te exploiteren. In 1964 werden daarom de trolleybussen vervangen door gewone bussen. Eén exemplaar werd behouden en staat in het trammuseum Woluwe.
De dubbele bovenleiding volgde de normale trolleybusrit, maar zonder aftakking naar de remise Leuvensesteenweg (ook een tramremise). Daarom reden de trolleybussen russen de remise en hun reisweg met één stang op de trambovenleiding, de andere stang (massastang) neergehaald, en een metalen keten in een tramrail om het stroomcircuit te sluiten.

## Wagenpark

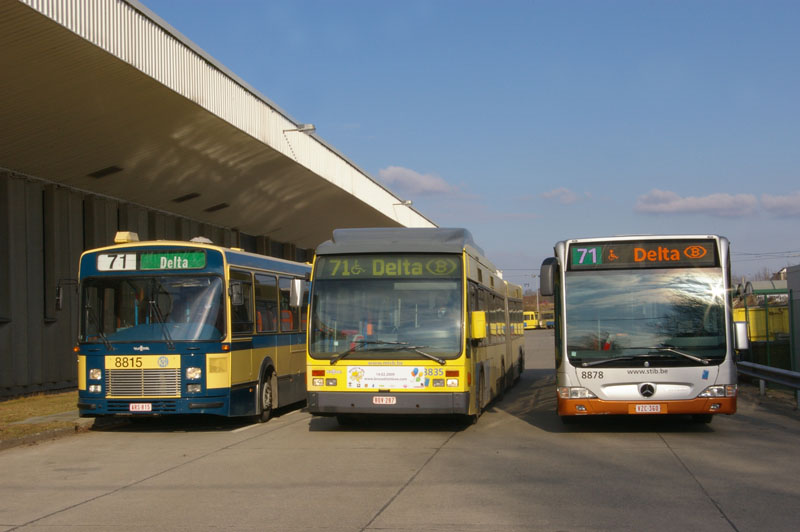
Drie bussen in de verschillende huisstijlen van MIVB

Het Brusselse stadsnet wordt integraal vanuit de stelplaatsen Jacques Brel, Haren en Delta van de MIVB gereden. Alle bussen in deze stelplaatsen worden ingezet op de stadsdienst. Voor de stadsdienst maakt MIVB veelal gebruik van bussen van de merken Van Hool en Mercedes-Benz (Evobus) en een klein aantal bussen van het merk Jonckheere. In het verleden reden er ook bussen rond van onder andere de merken Brossel, Büssing, Mack, Magirus-Deutz en Bus & Car/Eagle Bus.
In de laatste 10 jaar nam het reizigersaantal over het gehele vervoersnetwerk van de MIVB met 80% toe en deze tendens houdt aan. Om deze groei het hoofd te bieden, besloot de MIVB in 2012 om 355 nieuwe bussen aan te schaffen tegen 2016. Deze zullen ook deels enkele oude bussen vervangen. 172 van deze bussen zullen in de loop van 2014 en 2015 in dienst komen. Het gaat hierbij om 93 standaard bussen en 79 gelede bussen van het type Mercedes-Benz Citaro. De bedoeling van de MIVB is om in de toekomst alleen nog maar milieuvriendelijke bussen in dienst te hebben. De dieselbussen zullen hierdoor van straat verdwijnen om uitsluitend bussen met alternatieve aandrijving over te houden. De nieuwe dieselbussen die instromen voldoen ook aan de strengste milieunormen. De overige 183 bussen zullen volgens de MIVB hybride bussen worden. In eerste instantie werden tussen december 2012 en februari 2013 elektrische bussen getest en viel de keuze op die bussen, maar wegens de beperkte actieradius van de batterijen werd er gekozen voor hybride bussen. Om de groeiende reizigersopvang tijdelijk op te vangen zouden in 2012 ook 20 tweedehands bussen aangeschaft worden. Dit plan werd echter afgewezen, waardoor er gekozen werd voor 20 nieuwe bussen.
In juni 2017 werd bekendgemaakt dat de MIVB enkele hybride bussen voor een periode van twee maanden zal gaan testen, met het oog op de aankoop van 235 nieuwe hybride bussen die binnen twee jaar in dienst moeten komen. Hiervoor reden drie standaard bussen van drie verschillende fabrikanten vanaf augustus tot en met oktober 2017 op lijn 64 en drie gelede bussen van drie verschillende fabrikanten vanaf 30 oktober tot en met 22 december 2017 op lijn 66. Op 26 juli 2017 werd bekendgemaakt dat MIVB bij Solaris Bus zeven elektrische midibussen had besteld van het type Solaris Urbino. Deze komen eind 2018 in dienst. Op 26 september 2017 werd bekendgemaakt dat de MIVB vijf elektrische standaardbussen had besteld bij een nog onbekende leverancier. Deze bussen zullen in de loop van 2018 geleverd worden.
In 2023 kan men hybride gewone en gelede MIVB-bussen zien rijden, meestal van Volvo en Iveco, evenals helemaal elektrische bussen van Solaris (midibussen en gelede bussen) en van Bolloré Bluebus (gewone bussen). Meer hybride en meestal elektrische bussen zijn besteld: zie hieronder, In dienst gekomen na 2010.
Onderstaande lijsten tonen de verschillende busseries die rijden of hebben gereden voor MIVB (en/of diens voorgangers).
-  = In dienst
-  = Deels in dienst
-  = Uit dienst
-  = Nog te leveren
-  = (Deels) in dienst als lesbus

### In dienst gekomen tussen 1900 en 1929
| Kleur | Aantal | Status    | In dienst | Fabrikant                                     | Type | Opmerking                                    |
| ----- | ------ | --------- | --------- | --------------------------------------------- | ---- | -------------------------------------------- |
|       | 3      | Afgevoerd | 1907      | Schneider-Ateliers Métallurgiques de Nivelles |      | In dienst bij Tramways Bruxellois            |
|       | 42     | Afgevoerd | 1910      | Ryknield Motor Company-Dyle et Bacalan        |      | In dienst bij Compagnie Générale des Autobus |
|       | 24     | Afgevoerd | 1924      | Renault                                       | MU   | In dienst bij Tram-Car Nord-Midi             |

### In dienst gekomen tussen 1930 en 1941
| Kleur | Serie     | Aantal | Status                           | Fabrikant      | Type     | Opmerking                                                                                               |
| ----- | --------- | ------ | -------------------------------- | -------------- | -------- | --- |
|       | 1-4       | 4      | Vernietigd / gesloopt            | Brossel        | BCS AU65 | In dienst bij Autobus Urbains, Waren tijdens de oorlog vernietigd.                                      |
|       | 5         | 1      | Vernietigd / gesloopt            | Brossel        | A65D     | In dienst bij Autobus Urbains. Waren tijdens de oorlog vernietigd.                                      |
|       | 31        | 1      | Afgevoerd                        | Minerva        | HTM      | In dienst bij Autobus Bruxellois Bus was voor de oorlog afgevoerd                                       |
|       | 32-39     | 8      | Afgevoerd / gesloopt             | Scemia-Renault | TN6      | In dienst bij Autobus Bruxellois Alleen bussen 32, 35 en 39 keerden terug in 1945, rest was vernietigd. |
|       | 40-44     | 5      | Afgevoerd / gesloopt             | Minerva        | HTM      | In dienst bij Autobus Bruxellois Bussen waren voor de oorlog afgevoerd                                  |
|       | 45-48     | 4      | Vernietigd / gesloopt            | Brossel        | BCS AU6S | In dienst bij Autobus Bruxellois Waren tijdens de oorlog vernietigd.                                    |
|       | 49-50     | 2      | Vernietigd / afgevoerd           | Minerva        | AB4R     | In dienst bij Autobus Bruxellois Alleen de 49 keerde terug na de oorlog                                 |
|       | 51-61     | 11     | Vernietigd / afgevoerd           | Brossel        | AU6S     | In dienst bij Autobus Bruxellois Alleen de 55, 59 en 61 keerden terug na de oorlog                      |
|       | 62-63     | 2      | Vernietigd / gesloopt            | Minerva        | 2M550    | In dienst bij Autobus Bruxellois Waren tijdens de oorlog vernietigd                                     |
|       | 64-68     | 5      | Vernietigd / gesloopt /afgevoerd | Brossel        | AB6      | In dienst bij Autobus Bruxellois Alleen de 65 keerde terug na de oorlog                                 |
|       | 69-71     | 3      | Vernietigd / gesloopt            | Brossel        | A40D     | In dienst bij Autobus Bruxellois Waren tijdens de oorlog vernietigd                                     |
|       | 72-81     | 10     | Vernietigd / gesloopt            | Brossel        | AB6D     | In dienst bij Autobus Bruxellois Waren tijdens de oorlog vernietigd                                     |
|       | 82-90     | 9      | Vernietigd / gesloopt /afgevoerd | Brossel        | AB6D     | In dienst bij Autobus Bruxellois Alleen de 90 keerde terug na de oorlog                                 |
|       | 6001-6012 | 12     | Afgevoerd                        | Brossel        |          | In dienst bij Tramways Bruxellois Trolleybussen Bussen 6008-6012 kwamen in 1940 en 1941 in dienst.      |

Het nog rijdbare materieel wat na de oorlog terugkeerde werd omgenummerd in deugdelijkheidsnummer 101-110 en werden na komst van nieuwe bussen in 1948 afgevoerd.

### In dienst gekomen tussen 1945 en 1949
| Kleur | Serie     | Aantal | Status    | Fabrikant | Type | Opmerking                                                     |
| ----- | --------- | ------ | --------- | --------- | ---- | ------------------------------------------------------------- |
|       | 6013-6022 | 10     | Afgevoerd | Brossel   |      | In dienst bij Tramways Bruxellois en later MIVB Trolleybussen |

### In dienst gekomen tussen 1950 en 1959
| Kleur | Serie     | Aantal | Status                                      | Fabrikant          | Type     | Opmerking |
| ----- | --------- | ------ | ------------------------------------------- | ------------------ | -------- | --- |
|       | 501-515   | 15     | Afgevoerd / gesloopt                        | Brossel-Ragheno    | AB 6 DS  | Voormalig Autobus Bruxellois 91-105 |
|       | 6023-6024 | 2      | Afgevoerd / gesloopt                        | Brossel            |          | Trolleybussen |
|       | 8001-8015 | 15     | Afgevoerd / gesloopt / museumbus            | Büssing-Ragheno    | 6500T    | Bus 8010 is bewaard gebleven bij Museum voor het Stedelijk Vervoer te Brussel. |
|       | 8016-8045 | 30     | Afgevoerd / gesloopt / museumbus            | Brossel-Ragheno    | A96 DAR  | Bus 8024 is bewaard gebleven bij Museum voor het Stedelijk Vervoer te Brussel. |
|       | 8046-8060 | 15     | Afgevoerd / gesloopt / verkocht / museumbus | Mack-Familleureux  | C.37     | Bus 8048 en 8058 waren bewaard gebleven bij Museum voor het Stedelijk Vervoer te Brussel. Bus 8058 was reserve, maar is nadien verkocht. |
|       | 8061-8120 | 60     | Afgevoerd / verkocht / museumbus            | Brossel-Van Hool   | A96 DAR  | Bus 8080 is bewaard gebleven bij Museum voor het Stedelijk Vervoer te Brussel. Bussen 8074-8075, 8084, 8091, 8110 en 8118 werden verkocht aan de gemeente Elsene. Bus 8072 was verkocht aan Bureau Infor-jeunes. Bussen 8085 en 8100 werden verkocht aan Autobus Verhenne. Bus 8112 werd verkocht aan Car Preaumont voor onderdelen. |
|       | 8121-8150 | 30     | Afgevoerd / verkocht / gesloopt / museumbus | Brossel-Van Hool   | A99 DAR  | Bus 8149 is bewaard gebleven bij Museum voor het Stedelijk Vervoer te Brussel. Oorspronkelijk was bus 8134 ook bewaard gebleven bij Museum voor het Stedelijk Vervoer te Brussel, maar werd later gesloopt. Bussen 8121-8131, 8133, 8137 en 8148 werden geëxporteerd. Bus 8140 werd demonstratiebus.                                 |
|       | 8151-8220 | 70     | Afgevoerd / verkocht                        | Brossel-Jonckheere | A98 DARV | De meeste bussen werden verkocht aan verschillende instanties. |

### In dienst gekomen tussen 1960 en 1969
| Kleur | Serie               | Aantal | Status                                                            | Fabrikant          | Type        | Opmerking |
| ----- | ------------------- | ------ | ----------------------------------------------------------------- | ------------------ | ----------- | --- |
|       | 8221-8340           | 120    | Afgevoerd / verkocht / rijschoolbus / gesloopt / museumbus        | Brossel-Van Hool   | A98 DARV    | Bussen 8281 en 8283 dienden in 1976 nog als rijschoolbus, maar zijn kort daarna buiten dienst gegaan. Bussen 8286, 8287 en 8340 dienden in 1977 als rijschoolbus, maar zijn in 1978 uiteindelijk verkocht. Bus 8291 was bewaard gebleven bij Museum voor het Stedelijk Vervoer te Brussel als reserve, maar werd daarna gesloopt. Bus 8303 is bewaard gebleven bij Museum voor het Stedelijk Vervoer te Brussel.      |
|       | 8341-8356           | 16     | Afgevoerd / verkocht                                              | Brossel-Jonckheere | A98 DARV    | |
|       | 8357-8366 8367-8420 | 8      | Afgevoerd / verkocht / rijschool                                  | Van Hool           | 420 HA St.2 | 8365 en 8366 hebben nog korte tijd gereden bij de rijschool, maar zijn nadien verkocht. |
|       | 8367-8420           | 56     | Afgevoerd / verkocht / rijschool / infobus / museumbus / gesloopt | Van Hool           | 420 HA St.2 | 8372, 8380 en 8417 hebben nog korte tijd gereden bij de rijschool, maar zijn nadien verkocht. 8403 was na buiten dienst stelling korte tijd een infobus, daarna werd het een museumbus voor Museum voor het Stedelijk Vervoer te Brussel. 8416 was oorspronkelijk bedoeld voor Museum voor het Stedelijk Vervoer te Brussel, maar werd per ongeluk gesloopt. Een groot deel van de serie werd verkocht aan Air Zaïre. |
|       | 8421-8483           | 63     | Afgevoerd / rijschool / museumbus / verkocht                      | Van Hool           | 420 HA St.2 | 8435 werd verkocht aan STIC en omgenummerd tot 139. Ook de 8453 werd verkocht aan STIC, maar werd gebruikt voor onderdelen. 8442-8449, 8451, 8454-8460 en 8462-8470 werden verkocht aan MIVA en omgenummerd tot 428-430, 437, 439, 442, 444, 446, 448-449, 452, 454, 456-457, 459, 461, 466-468, 472-473 en 480-483 (in die volgorde).                                                                                |
|       | 8901-8903           | 3      | Afgevoerd                                                         | Büssing            | Senator     | |
|       | 8911-8913           | 3      | Afgevoerd / verkocht                                              | Magirus-Deutz      | Saturn      | |
|       | 8921-8922           | 2      | Verkocht                                                          | Mercedes-Benz      | O 322       | Verkocht aan Dehaene |

### In dienst gekomen tussen 1970 en 1979
| Kleur | Serie     | Aantal | Status                                                  | Fabrikant                  | Type     | Opmerking |
| ----- | --------- | ------ | ------------------------------------------------------- | -------------------------- | -------- | --- |
|       | 8001-8015 | 14     | Afgevoerd / verkocht / museumbus                        | Van Hool                   | AU 115X  | Bus 8014 is bewaard gebleven bij Museum voor het Stedelijk Vervoer te Brussel. Bus 8015 werd eerst bewaard in de museumcollectie van Van Hool, daarna bij Museum voor het Stedelijk Vervoer te Brussel. |
|       | 8016-8030 | 15     | Afgevoerd / verkocht                                    | Mercedes-Benz - Jonckheere | O305     | |
|       | 8031-8045 | 15     | Verkocht / museumbus                                    | Magirus-Deutz - Jonckheere | SH110    | Bussen 8039 en 8040 werden in eerste instantie verkocht, maar zijn daarna museumbus geworden bij Museum voor het Stedelijk Vervoer te Brussel. |
|       | 8046-8060 | 15     | Verkocht / museumbus / plukbus                          | Jonckheere-Bus & Car Eagle | 16       | Bussen 8047-8058 werden verkocht aan STIC en omgenummerd tot 202-2013. Bus 8046 ging naar Museum voor het Stedelijk Vervoer te Brussel om daar als plukbus te dienen. Bus 8060 is bewaard gebleven bij Museum voor het Stedelijk Vervoer te Brussel. Bus 8059 werd eerst omgebouwd tot salonbus, daarna ging het naar Museum voor het Stedelijk Vervoer te Brussel om te dienen als plukbus. |
|       | 8061-8190 | 130    | Afgevoerd / verkocht / museumbus                        | Jonckheere-Volvo           | B59-55   | Bussen 8085 en 8154 zijn bewaard gebleven bij Museum voor het Stedelijk Vervoer te Brussel |
|       | 8191-8269 | 79     | Afgevoerd / verkocht / rijschool / gesloopt / museumbus | Van Hool                   | A120     | Bus 8211, 8224, 8241, 8257, 8259 en 8264-8266 hebben nog als rijschoolbus gediend. Bus 8244 was vroegtijdig afgevoerd/gesloopt na een brand. Bus 8249 is bewaard gebleven bij Museum voor het Stedelijk Vervoer te Brussel. |
|       | 8501-8515 | 15     | Afgevoerd / museumbus                                   | Van Hool                   | 409 AU9  | Bus 8509 is bewaard gebleven bij Museum voor het Stedelijk Vervoer te Brussel. |
|       | 8516-8530 | 15     | Afgevoerd / museumbus / gesloopt                        | Van Hool                   | 409 AU9  | Bus 8530 werd bewaard voor de collectie van Van Hool. Daarna ging de bus naar Museum voor het Stedelijk Vervoer te Brussel en is in 2006 gesloopt. |
|       | 8531-8560 | 30     | Afgevoerd / verkocht / museumbus                        | Jonckheere-Van Hool        | 409 AU9  | Bus 8542 is bewaard gebleven bij Museum voor het Stedelijk Vervoer te Brussel. |
|       | 8561-8665 | 105    | Afgevoerd / gesloopt / museumbus / rijschool / verkocht | Van Hool                   | 409 AU9  | Bus 8565 diende na buiten dienst stelling als rijschoolbus en als korte tijd voor proefbus van een nieuwe huisstijl. Bussen 8578, 8581, 8583, 8587, 8588 en 8647 werden vroegtijdig afgevoerd/gesloopt na een ongeval. Bussen 8582, 8595, 8605, 8636, 8646 en 8651 dienden na buiten dienst stelling als rijschoolbus. Bussen 8649, 8650 en 8653 gingen na buiten dienst stelling als rijschoolbus verder, maar gingen in september 1994, wegens materieeltekort, korte tijd terug als lijnbus om in januari 1995 weer als rijschoolbus te dienen. Bus 8660 is bewaard gebleven bij Museum voor het Stedelijk Vervoer te Brussel. |
|       | 8666-8765 | 100    | Afgevoer / verkocht / rijschoolbus / museumbus          | Van Hool                   | 409 AU93 | Bussen 8753, 8754 en 8758 gingen in oktober 1993 verder als rijschoolbus, maar gingen in september 1994, wegens materieeltekort, korte tijd terug als lijnbus, om daarna afgevoerd te worden. Bus 8755 ging in oktober 1993 buiten dienst, maar kwam wegens materieeltekort in september 1994 tijdelijk weer in dienst. Bus 8747 is bewaard gebleven bij Museum voor het Stedelijk Vervoer te Brussel. |
|       | 8901-8908 | 8      | Afgevoerd                                               | Durisotti-Peugeot          | J7       | Belbus |
|       | 8909      | 1      | Afgevoerd                                               | Heuliez-Fiat               | 242D     | Belbus |

### In dienst gekomen tussen 1980 en 1989
| Kleur | Serie     | Aantal | Status    | Fabrikant             | Type        | Opmerking                                                                                       |
| ----- | --------- | ------ | --------- | --------------------- | ----------- | ----------------------------------------------------------------------------------------------- |
|       | 8910      | 1      | Afgevoerd | Heuliez-Citroën       | C35         | Belbus                                                                                          |
|       | 8911-8916 | 6      | Afgevoerd | Durisotti-Citroën     | C35         | Belbus                                                                                          |
|       | 8917-8921 | 4      | Afgevoerd | Durisotti-Citroën     | C35LD       | Belbus                                                                                          |
|       | 8922-8926 | 5      | Afgevoerd | Vandecasteele-Renault | Master T35D | Belbus                                                                                          |
|       | 8927-8928 | 2      | Afgevoerd | Citroën               | C35         | Belbus                                                                                          |
|       | 8801-8825 | 25     | Afgevoerd | Van Hool              | AG280       | Bus 8823 draaide nog als demobus tussen november 1985 en december 1986 in verschillende steden. |

### In dienst gekomen tussen 1990 en 1999
| Kleur | Serie     | Aantal | Status                                      | Fabrikant           | Type     | Opmerking |
| ----- | --------- | ------ | ------------------------------------------- | ------------------- | -------- | --- |
|       | 8301-8330 | 25     | Afgevoerd                                   | Van Hool            | A500SP   | 8313, 8316-8317 waren in eerste instantie na buiten dienst stelling rijschoolbussen geworden, maar zijn later weer terug in lijndienst gekomen.                                |
|       | 8331-8480 | 150    | Rijschool / afgevoerd / verkocht / gesloopt | Van Hool            | A500     | 8445 deed van 2007 tot en met 2011 dienst als rijschoolbus en is daarna afgevoerd. 8331, 8428, 8435-8436 en 8445-8446 zijn na buiten dienst stelling rijschoolbussen geworden. |
|       | 8500-8559 | 60     | Afgevoerd / verkocht                        | Jonckheere          | Premier  | 8500 is verkocht aan de stad Brussel. |
|       | 8560-8619 | 60     | Afgevoerd                                   | Jonckheere          | Premier  | |
|       | 8620-8679 | 60     | Afgevoerd / rijschool                       | Van Hool            | A300     | 8636 was na buiten dienst stelling een rijschoolbus geworden, maar is inmiddels afgevoerd 8635 en 8655 zijn na buiten dienst stelling een rijschoolbus geworden.               |
|       | 8680-8699 | 20     | Afgevoerd                                   | Van Hool            | A300 CNG | Bus 8685 is bewaard gebleven bij Museum voor het Stedelijk Vervoer te Brussel.                                                                                                 |
|       | 8700-8739 | 40     | Afgevoerd                                   | Van Hool            | A300     | |
|       | 8740-8799 | 50     | Afgevoerd / rijschool                       | Van Hool            | A300     | 8742, 8750, 8756, 8786 en 8794 zijn na buiten dienst stelling rijschoolbus geworden                                                                                            |
|       | 8826-8857 | 32     | Afgevoerd                                   | Van Hool            | AG300    | |
|       | 8929-8938 | 10     | Afgevoerd                                   | Durisotti-Citroën   | C35      | Belbus |
|       | 8939-8941 | 3      | Afgevoerd                                   | Mercedes-Benz-Q-Bus | Sprinter | Belbus |
|       | 8942-8956 | 15     | Afgevoerd                                   | Mercedes-Benz       | Sprinter | Belbus |

### In dienst gekomen tussen 2000 en 2010
| Kleur | Serie     | Aantal | Status               | Fabrikant     | Type        | Opmerking                                                                                            |
| ----- | --------- | ------ | -------------------- | ------------- | ----------- | --- |
|       | 8001-8030 | 30     | Afgevoerd            | Van Hool      | A308        | Laatste rit op 22 december 2018. Een exemplaar bevindt zich in de busverzameling van het Trammuseum. |
|       | 8031-8042 | 12     | Terug naar fabrikant | Mercedes-Benz | Cito        | Zijn buiten dienst gegaan na de verloop van het leasingcontract.                                     |
|       | 8101-8227 | 127    | In dienst            | Van Hool      | newA330     | Worden vanaf 2021 vervangen door nieuwe Volvo 7900 Hybrid bussen                                     |
|       | 8858-8888 | 31     | In dienst            | Mercedes-Benz | Citaro G II | |
|       | 9001-9052 | 52     | In dienst            | Mercedes-Benz | Citaro G II | |

### In dienst gekomen na 2010
| Kleur | Serie       | Aantal | Status                              | Fabrikant     | Type                | Opmerking                                                                       |
| ----- | ----------- | ------ | ----------------------------------- | ------------- | ------------------- | ------------------------------------------------------------------------------- |
|       | 9101-9179   | 79     | In dienst                           | Mercedes-Benz | Citaro G C2         |                                                                                 |
|       | 9601-9789   | 189    | In dienst                           | Van Hool      | newA330             |                                                                                 |
|       | 9801-9893   | 93     | In dienst                           | Mercedes-Benz | Citaro C2           |                                                                                 |
|       | 9901-9912   | 12     | In dienst                           | Mercedes-Benz | Sprinter            |                                                                                 |
|       | 8901        | 1      | Terug naar fabrikant na testperiode | Iveco Bus     | Urbanway 12 Hybrid  | Reed op proef vanaf augustus t/m oktober 2017                                   |
|       | 8911        | 1      | Terug naar fabrikant na testperiode | Solaris       | Urbino 12 Hybrid    | Reed op proef vanaf augustus t/m oktober 2017                                   |
|       | 8901        | 1      | Terug naar fabrikant na testperiode | AB Volvo      | 7900 Hybrid         | Reed op proef vanaf augustus t/m oktober 2017                                   |
|       | 8961        | 1      | Terug naar fabrikant na testperiode | Iveco Bus     | Urbanway 18 Hybrid  | Reed op proef vanaf 30 oktober t/m 22 december 2017                             |
|       | 8971        | 1      | Terug naar fabrikant na testperiode | Solaris       | Urbino 18 Hybrid    | Reed op proef vanaf 30 oktober t/m 22 december 2017                             |
|       | 8981        | 1      | Terug naar fabrikant na testperiode | AB Volvo      | 7900A Hybrid        | Reed op proef vanaf 30 oktober t/m 22 december 2017                             |
|       | 1001 - 1007 | 7      | In dienst                           | Solaris       | Urbino 8.9 Electric | Eerste bus geleverd op 15 april 2018, rijdt sinds 1 juni 2018 enkel op lijn 33. |
|       | 1101-1105   | 5      | In dienst                           | Bolloré       | Bluebus 12m         |                                                                                 |
|       | 8280-8283   | 4      | Rijschool                           | Van Hool      | A300                | Voormalig De Lijn 3525, 7725, 3524 en 3520 (in die volgorde)                    |
|       | 8284-8285   | 2      | Rijschool                           | Van Hool      | A600                | Voormalig De Lijn 8043 en 7726 (in die volgorde)                                |
|       | 1501-1525   | 25     | In dienst                           | Solaris       | Urbino 18 Electric  | Pas vanaf 2019 in dienst                                                        |
|       | 9401-9510   | 110    | In dienst                           | AB Volvo      | 7900 Hybrid         |                                                                                 |
|       | 9201-9341   | 141    | In dienst                           | Iveco Bus     | Urbanway 18 Hybrid  |                                                                                 |
|       | 2101-2228   | 128    | Nog niet in dienst                  | AB Volvo      | 7900 Hybrid         | Zullen vanaf 2021 reeks 8101-8227 (Van Hool newA330) uit 2007 gaan vervangen.   |

## Lijnenoverzicht
Anno 2019 zijn er 50 stadslijnen, die de 19 gemeenten binnen Hoofdstedelijk Gewest van Brussel en elf randgemeenten in Vlaams-Brabant bedienen.

### Daglijnen
Hieronder een tabel met de huidige stadslijnen die overdag rijden. De meeste haltes zijn tweetalig; in sommige gevallen geldt een enkele naam (bv. iemands naam) voor beide talen; namen van haltes in Vlaamse gemeentes zonder faciliteiten bestaan alleen in het Nederlands (bv.: de MIVB vertaalt niet Vilvoorde station tot Gare de Vilvorde, in tegenstelling met wat de NMBS doet). In onderstaande tabel zijn alleen de Nederlandse benamingen van de haltes vernoemd.
| Lijn | Traject                                      | Frequentie | Voornaamste haltes |
| ---- | -------------------------------------------- | ---------- | --- |
|      | Brussels Airport - Brussels City             | 15’-20’    | Luxemburg, Schuman, Meiser, Geneve, Da Vinci, NATO, Bourget, Brussels Airport                                                              |
|      | Zwarte Vijvers - UZ Brussel                  | 10’ - 20’  | Simonis, Spiegel, Bonaventure, UZ Brussel                                                                                                  |
|      | Uz Vub - Noordstation                        | 15’ - 20’  | Oude afspanning, Belgica, Noordstation |
|      | Beaulieu - Heiligenborre                     | 10’ - 20’  | Beaulieu, Keym, Drie Linden, Wiener, Diabolo, Heiligenborre                                                                                |
|      | Hunderenveld - Noordstation                  | 10’ - 20’  | Hunderenveld, Schweitzer, Bastenaken, Simonis, Zwarte Vijvers, Noordstation                                                                |
|      | Maes - Luxemburg                             | 12’ - 20’  | Maes, Genève, Diamant, Schuman, Luxemburg                                                                                                  |
|      | Luxemburg - Pleiades                         | 15’ - 30’  | Luxemburg, Mérode, Montgomery, Verheyleweghen, Andromeda, Pleiades                                                                         |
|      | Brabançonne - Konkel                         | 11’ - 20’  | Brabançonne, Diamant, Georges Henri, Meudon, Tomberg, Konkel                                                                               |
|      | Hof ten Berg - De Brouckère                  | 15’        | Hof ten Berg, Marcel Thiry, Roodebeek, Verheyleweghen, Diamant, Dailly, Sint-Joost, Madou, Bourget, Centraal Station, De Brouckère         |
|      | Dansaert - Louiza                            | 20’        | Dansaert, Beurs, Grote Markt, Kleine Zavel, Louiza                                                                                         |
|      | Naamsepoort - Sint-Anna                      | 5’ - 20’   | Naamsepoort, Luxemburg, Troon, Museum, De Jacht, Arsenaal, Hankar, Sint-Juliaanskerk, Oudergem-Shopping, Vorstrondpunt, Bergoje, Sint-Anna |
|      | Schuman - Konkel                             | 12’ - 20’  | Schuman, De Jacht, Thieffry, Boileau, Vogelzang, Trammuseum, Bosstraat, Stokkel, Konkel                                                    |
|      | Albert - Linkebeek Station                   | 15’        | Albert, Helden, Station Sint-Job, Homborch, Linkebeek Station                                                                              |
|      | Centraal Station - Helden                    | 15’        | Centraal Station, Luxemburg, Blyckaerts, Flagey, Bascule, Florida, Helden                                                                  |
|      | Transvaal - Helden                           | 15’ - 20’  | Transvaal, Herrmann-Debroux, Demey, Aartshertogen, Keym, Watermaal Station, Boondaal Station, Sint-Elizabeth-Ziekenhuis, Helden            |
|      | Viaduct E40 - Roodebeek                      | 15’        | Viaduct E40, Annecy, UCL Saint-Luc, Marcel Thiry, Roodebeek                                                                                |
|      | Sterrenwacht - Diesdelle                     | 15’ - 30’  | Sterrenwacht, Helden, Ukkel Kalevoet, Homborch, Marentak, Prins van Oranje, Station Diesdelle                                              |
|      | Sint-Vincentius - Roodebeek                  | 20’ - 25’  | Sint-Vincentius, Bordet Station, Hoedemakers, Permeke, Paduwa, Gulledelle, Roodebeek                                                       |
|      | Moortebeek - WTC Glibert                     | 15’ - 20’  | Moortebeek, Westland Shopping, Hôpital Bracops, Saint Guidon, Clemenceau, Bourse, IJser, WTC, Glibert                                      |
|      | Heembeek - Vilvoorde Station                 | 15’        | Heembeek, Zavelput, Antoon Van Os, Militair Hospitaal, Kerk Vilvoorde, Blokken, Vilvoorde Station                                          |
|      | Anneessens - Decroly                         | 7’ - 15’   | Anneessens, Hallepoort, Zuidstation, Albert, Hoogte Honderd, Decroly, Victor Allard, Decroly                                               |
|      | Bockstael - Zuidstation                      | 15’        | Bockstael, Leopold I, Spiegel, Bastenaken, Machtens, Paulsen, Sint-Guido, Vaartdijk, Wiels, Zuidstation                                    |
|      | Zuidstation - Lot Station                    | 15’        | Zuidstation, Wiels, Sint-Denijs, Neerstalle, Gilson, Kerk Ruisbroek, Lot Station                                                           |
|      | Militair Hospitaal - Dielegem                | 10’ - 20’  | Militair Hospitaal, Mariëndaal, Zavelput, De Wand, Bockstael, Kerkhof van Jette, Brugmann-ziekenhuis, Dielegem                             |
|      | Troon - Vorst Centrum (Bervoets)             | 20’        | Troon, Naamsepoort, Fernand Cocq, Baljuw, Albert, Vorst Nationaal, Vorst Centrum (Bervoets)                                                |
| 56   | Boeda - Maalbeek                             | 20'        | Boeda - Militair Hospitaal - Docks - Collignon - Paul Deschanellaan (Azalea) - Ambiorix - Maalbeek                                         |
|      | Militair Hospitaal - Noordstation            | 9’ - 20’   | Militair Hospitaal, Voorhaven, Van Praet, Reders, Noordstation                                                                             |
|      | Vilvoorde Station - IJzer                    | 15’        | Vilvoorde Station, Aquiris, Zénobe Gramme, Schaarbeek Station, Verboekhoven, Masui, Noordstation, IJzer                                    |
|      | Bordet Station - Ziekenhuis Etterbeek-Elsene | 15’ - 20’  | Bordet Station, Schaarbeek Station, Verboekhoven, Wijnheuvelen, Sint-Joost, Maalbeek, Flagey, Ziekenhuis Etterbeek-Elsene                  |
|      | Ambiorix - Ukkel Kalevoet                    | 15’ - 20’  | Ambiorix, Schuman, Jourdan, Flagey, Georgers Brugmann, Sterrenwacht, Station Sint-Job, Benaets, Ukkel Kalevoet                             |
|      | Noordstation - Montgomery                    | 15’        | Noordstation, Kruidtuin, Dailly, De Jamblinne de Meux, Merode, Montgomery                                                                  |
|      | Begraafplaats van Brussel - Centraal Station | 5’ - 20’   | Begraafplaats van Brussel, Meiser, Plasky, Ambiorix, Sint-Joost, Madou, Centraal Station                                                   |
|      | Bordet Station - Naamsepoort                 | 8’ - 20’   | Bordet Station, Vandenhoven, Sint-Vincentius, Vrede, Vaderland, Ambiorix, Maalbeek, Luxemburg, Naamsepoort                                 |
|      | Machelen - Centraal Station                  | 10         | Machelen, Haren-zuid, Da Vinci, Hoedemaekers, Chazal, Robiano, Madou, Centraal Station                                                     |
|      | Tol - Centraal station                       | 10’ - 30’  | Tol, Begraafplaats van Brussel, Paduwa, Evere Shopping, Louis Bertrand, Paul Deschanellaan (Azalea), Robiano, Madou, Centraal Station      |
|      | Schaarbeek Station - Jules Bordet            | 5’ - 10’   | Schaarbeek Station, Carli, Bordet Station, Jules Bordet                                                                                    |
|      | De Brouckère - Delta                         | 5' - 10'   | De Brouckère, Centraal Station, Naamsepoort, Flagey, Buyl, ULB, Begraafplaats Elsene, Delta, Beaulieu                                      |
|      | ADEPS - ULB                                  | 10’ - 30’  | ADEPS, Herrmann-Debroux, Demey, Delta, Begraafplaats Elsene, ULB                                                                           |
|      | Goede Lucht - Campus-COOVI                   | 20’ - 30’  | Goede Lucht, Westland Shopping, René Henry, Bizet, Campus-COOVI                                                                            |
|      | Kraainem - Oppem                             | 15’ - 35’  | Kraainem, Wezembeek Shopping, Louis Marcelis, Oppem                                                                                        |
|      | Kraainem - Hippodroom                        | 15’ - 20’  | Kraainem, Wezembeek Shopping, Vier Huiskens, Hippodroom                                                                                    |
|      | Zuidstation - Humaniteit                     | 15’ - 25’  | Zuidstation, Klein Eiland, Vaartdijk, Humaniteit                                                                                           |
|      | Kraainem - Schuman                           | 10’ - 30’  | Kraainem, Hof ter Musschen, Marcel Thiry, Gulledelle, Diamant, De Jamblinne de Meux, Schuman                                               |
|      | Maes - Naamsepoort                           | 10’ - 30’  | Maes, SABCA, Bordet Station, Jules Bordet, Paduwa, Georges Henri, Montgomery, Merode, Museum, Luxemburg, Naamsepoort                       |
|      | Heizel - Berchem Station                     | 5’ - 15’   | Heizel, Modelwijk 4, Laarbeek-UZ Brussel, Nereus, Berchem Station                                                                          |
|      | Machtens - Centraal Station                  | 10’ - 30’  | Machtens, Weststation, Vier Winden, Vlaamsepoort, De Brouckère, Centraal Station                                                           |
|      | Beekkant - Simonis                           | 10’ - 30’  | Beekkant, Elbers, Hunderenved, Berchem Station, Nereus, Heilig Hartcollege, Simonis                                                        |
|      | Heizel - De Brouckère                        | 10’ - 30’  | Heizel, IJzer, Reders, Bockstael, Jette Station, Brugmann-ziekenhuis, De Brouckère                                                         |
|      | Bockstael - Westland Shopping                | 5’ - 30’   | Bockstael, Ribaucourt, Zwarte Vijvers, Delacroix, Jacques Brel, Peterbos, Westland Shopping                                                |
|      | Grote Markt - Wiener                         | 5’ - 20’   | Grote Markt, Luxemburg, Blyckaerts, Etterbeek Station, Begraafplaats Elsene, Keym, Wiener                                                  |
|      | COOVI - Helden                               | 5’ - 30’   | COOVI, Drogenbos-Shopping, Kruispunt Stalle, Helden                                                                                        |

### Afgeschafte lijnen (vanaf 2000)
| Lijn | Traject                       | Datum afschaffing | Voornaamste haltes                                                                                              |
| ---- | ----------------------------- | ----------------- | --- |
|      | Brussels Airport - Schuman    | 29/06/2008        | Brussels Airport - Bourget - Diamant - Schuman                                                                  |
|      | Noordstation - UZ Brussel     | 01/09/2018        | Noordstation - Simonis - Spiegel - Bonaventure - UZ Brussel                                                     |
|      | Luxemburg - Montgomery        | 29/06/2018        | Luxemburg - Kunst-Wet - Schuman - Montgomery                                                                    |
|      | Kraainem - Oppem              | 13/04/2008        | Kraainem - Oppem                                                                                                |
|      | Kraainem - Hippodroom         | 13/04/2008        | Kraainem - Hippodroom                                                                                           |
|      | Noordstation - Bordet Station | 30/08/2002        | Noordstation - Bordet Station                                                                                   |
|      | Fernand Cocq - Flagey         | 06/07/2018        | Fernand Cocq - Flagey                                                                                           |
|      | Meir - Erasmus                | 15/09/2003        | Meir - Veeweide - van Beethoven - Eramsus                                                                       |
|      | Delacroix - Berchem Station   | 06/04/2009        | Delacroix - Berchem Station                                                                                     |
|      | Beurs - Herrmann-Debroux      | 07/01/2007        | Beurs - Troon - Blyckaerts - Etterbeek Station - Begraafplaats van Elsene - Keym - Ortolanen - Herrmann-Debroux |

### Nachtlijnen

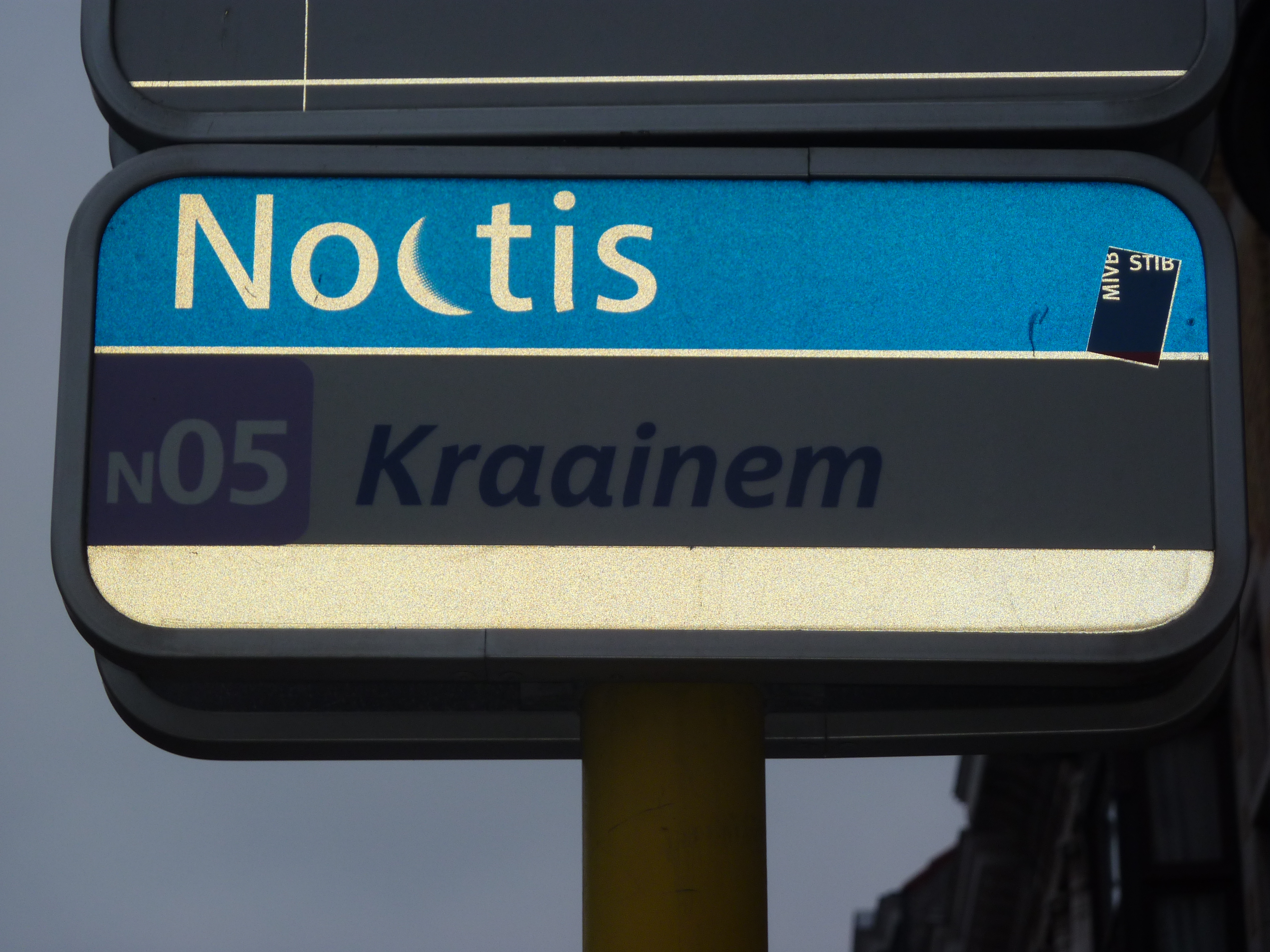
Bushaltebord met het logo van Noctis lijn N05 bij bushalte Kraainem.

Onder de naam Noctis exploiteert MIVB sinds 2007 enkele nachtlijnen. Dit zijn in totaal elf lijnen die iedere vrijdag- en zaterdagnacht, van middernacht tot ca. 3 uur 's ochtends, om de 30 minuten rijden. Iedere lijn heeft het Centraal Station als begin-/eindpunt. Hieronder een tabel met de huidige stadslijnen die 's nachts rijden. De meeste haltes zijn tweetalig, in onderstaande tabel zijn, indien van toepassing, alleen de Nederlandse benamingen van de haltes vernoemd.
| Lijn | Traject                                               | Frequentie | Voornaamste haltes                                                                         |
| ---- | ----------------------------------------------------- | ---------- | ------------------------------------------------------------------------------------------ |
|      | Begraafplaats van Brussel - Centraal Station          | 30’        | Begraafplaats van Brussel, Meiser, Kruidtuin, Centraal Station                             |
|      | Kraainem - Centraal Station                           | 20’        | Kraainem, Roodebeek, Diamant, Madou, Centraal Station                                      |
|      | Trammuseum - Centraal Station                         | 30’        | Trammuseum, Montgomery, Schuman, Naamsepoort, Centraal Station                             |
|      | Wiener - Centraal Station                             | 20’        | Wiener, Begraafplaats Elsene, Mouterij, Naamsepoort, Centraal Station                      |
|      | Herrmann-Debroux - Centraal Station                   | 20’        | Herrmann-Debroux, Begraafplaats Elsene, ULB, Flagey, Matongé-Naamsepoort, Centraal Station |
|      | Fort-Jaco - Centraal Station                          | 30’        | Fort-Jaco, Houzeau, Flagey, Matogne-Naamsepoort, Centraal Station                          |
|      | Homborch - Centraal Station                           | 30’        | Homborch, Ukkel Kalevoet, Albert, Naamsepoort, Centraal Station                            |
|      | Stalle (P) - Centraal Station                         | 30’        | Stalle (P), Sint-Denijs, Wiels, Hallepoort, Centraal Station                               |
|      | Westland Shopping - Centraal Station (via Sint-Guido) | 30’        | Westland Shopping, Sint-Guido, Bara, Centraal Station                                      |
|      | Berchem Station - Centraal Station                    | 30’        | Berchem Station, Schweitzer, Simonis, Vlaamsepoort, Centraal Station                       |
|      | Heizel - Centraal Station                             | 30’        | Heizel, IJzer, Bockstael, Centraal Station                                                 |

## Trivia
- Het busnetwerk bestaat uit 445 km aan buslijnen en 2.200 haltes verspreid over het hele Brussels Hoofdstedelijk gewest.
- Het busnetwerk zorgt voor ongeveer 27% van de klanten van MIVB in totaal.